# Österreichisch-deutsche Beziehungen nach 1945
Die österreichisch-deutschen Beziehungen nach 1945, also nach dem Zweiten Weltkrieg, sind bestimmt durch die Erfahrungen aus dem Anschluss Österreichs, der Teilung Europas und Deutschlands und dem Prozess der Europäischen Einigung.
Die beiden Nachbarstaaten teilen sich eine gemeinsame Staatsgrenze mit einer Länge von 815 Kilometern.

## Nach dem Zweiten Weltkrieg

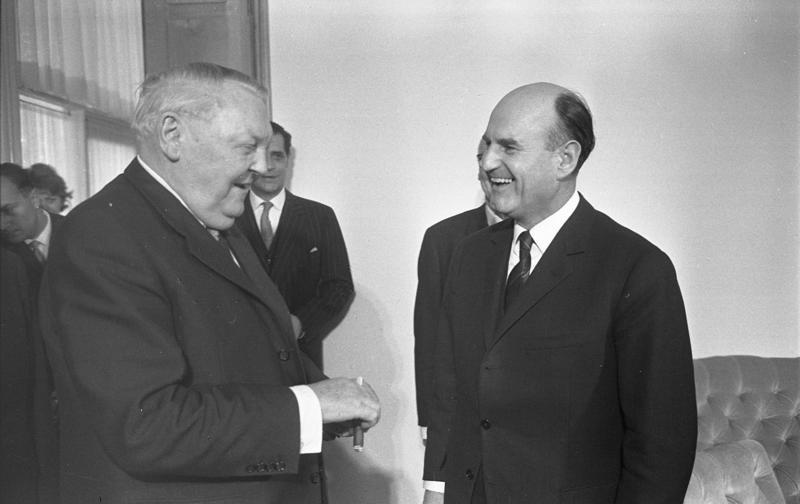
Bundeskanzler Erhard und Klaus

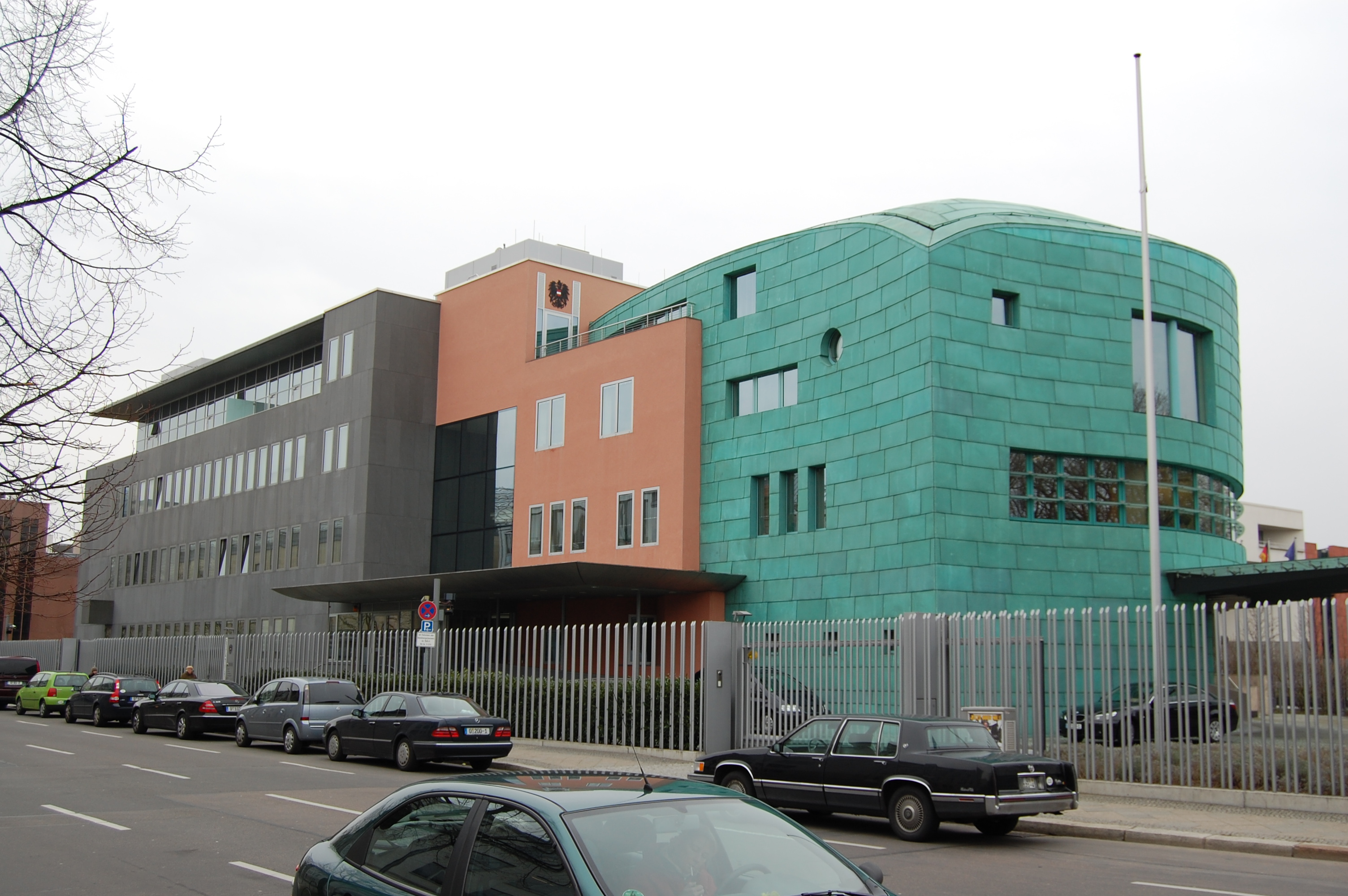
Österreichische Botschaft in Berlin-Tiergarten

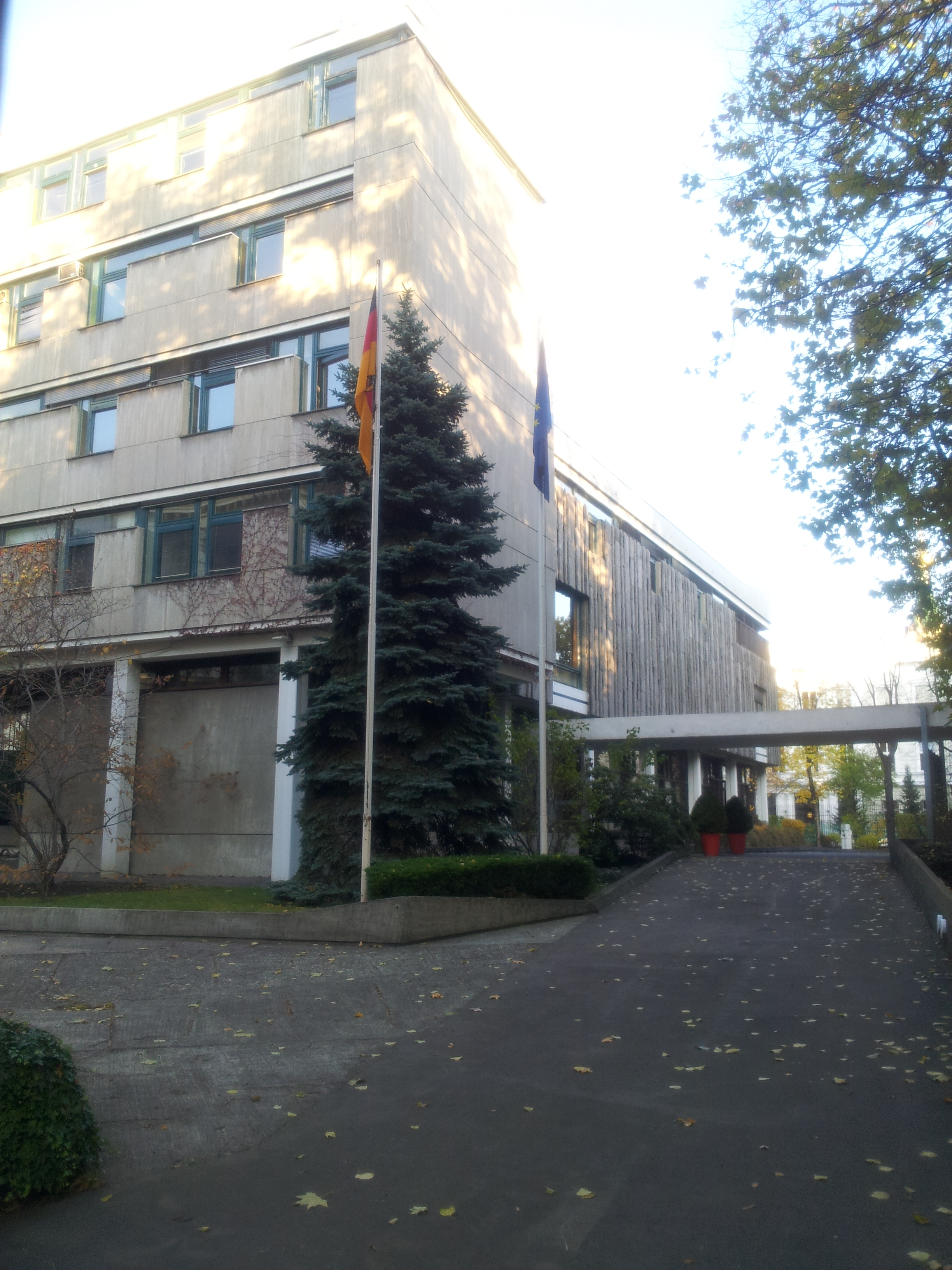
Deutsche Botschaft in Wien

Schon unmittelbar nach Kriegsende genoss Österreich – obwohl ebenfalls ein durch die Alliierten Mächte besetztes Gebiet – als im Sprachgebrauch der Alliierten „liberated country“ („befreites Land“, siehe auch Opferthese) eine im Vergleich zu Deutschland bevorzugte Behandlung. Beispielsweise war es Österreichern im Gegensatz zu Deutschen erlaubt, trotz des durch die Alliierten verhängten Flugverbotes Reisen mit ausländischen Fluglinien zu unternehmen. Österreicher waren anteilmäßig in ähnlicher Weise an den nationalsozialistischen Verbrechen während der Zeit von 1938 bis 1945 beteiligt wie die „Reichsdeutschen“, hatten jedoch auch überproportional Anteil am Widerstand gegen das nationalsozialistische Regime gehabt. Österreichische Politiker nahmen die Opferthese gerne und häufig relativ kritiklos an, und waren aus diesen Gründen bemüht, in der Öffentlichkeit nicht den Anschein von allzu engen Beziehungen zu Deutschland aufkommen zu lassen.
Es dauerte bis 1955, bis Österreich und die Bundesrepublik Deutschland wieder offiziell diplomatische Beziehungen aufnahmen und Österreich in Bonn, wo seit 1950 eine „Verbindungsstelle“ bestanden hatte, eine Botschaft einrichtete.
In Deutschland (vor allem innerhalb der CSU, und innerhalb der FDP) hielten einige auch nach 1945 einen gemeinsamen Staat mit Österreichs und Deutschland. Franz Josef Strauß erklärte beispielsweise 1958 in einer Rede vor dem Deutschen Bundestag, dass die „Frage der Deutschen Einheit“ auch Österreich betreffen würde. Sein Parteifreund Hans Merkel bezeichnete 2011 Österreich als „einen von zwei Teilen Deutschlands“.
Selbiges galt auch für gewisse Kreise in Österreich.
Salzburg wiederum erhob nach 1945 kurzzeitig auf den ehemaligen Landkreis Berchtesgaden und den Rupertiwinkel Ansprüche, was wiederum in Bayern Empörung auslöste.
Am 15. Mai 1955 erlangte die Republik Österreich durch den Abschluss des Staatsvertrags von Wien wieder die volle Souveränität. Einer der Kernpunkte war das nun in Artikel 4 festgeschriebene Anschlussverbot auf wirtschaftlicher und politischer Ebene.
Deutschland hatte nach Abschluss des Vertrags unter der Regierung Adenauer sowohl den Neutralitätsbeschluss als auch die Verstaatlichung des „Deutschen Eigentums“ harsch kritisiert, musste sich aber letztendlich damit abfinden. Auch hierdurch kam es zu einer Intensivierung der österreichischen Identität.
In den 1960er- und 1970er-Jahren kam es zu einer stetigen Intensivierung der bilateralen Beziehungen auf wirtschaftlichem und kulturellem Gebiet. Die Bindung des Schillings an die Deutsche Mark 1976 war eine Konsequenz aus dieser engen wirtschaftlichen Verflechtung.

## Österreich und die DDR
Anfangs unterstützte Österreich die Politik der Bundesrepublik Deutschland und verweigerte der DDR gemäß der Hallstein-Doktrin zunächst noch die staatliche Anerkennung. Diese erfolgte dann am 21. Dezember 1972, dem Tag der Unterzeichnung des deutsch-deutschen Grundlagenvertrags.
Einen ersten Höhepunkt in den zunächst schleppend anlaufenden bilateralen Beziehungen stellte die Unterzeichnung eines Konsularvertrags im Jahr 1975 dar. Es handelte sich um den ersten derartigen Vertrag, den die DDR mit einem westlichen Staat abschließen konnte. Er erkannte die Staatsbürgerschaft der DDR ausdrücklich an. Die harsche westdeutsche Kritik konterte Bundeskanzler Bruno Kreisky, indem er klarstellte, dass man von Österreich nicht verlangen könne, in der DDR einen Staat ohne Staatsbürger zu sehen – noch dazu, wo die DDR Mitglied der Vereinten Nationen sei. Schließlich absolvierte Bruno Kreisky im Frühjahr 1978 einen offiziellen Staatsbesuch in der DDR. Aufgrund des hohen Prestiges, welches der österreichische Kanzler damals international genoss, wurde dieser Staatsbesuch von der ostdeutschen Staatsführung überaus willkommen geheißen. Zudem gab es zahlreiche gemeinsame Interessen. Beide Staaten erkannten die Schlussakte von Helsinki vollständig an, die die Grenzen im Nachkriegseuropa festschrieb, also auch die innerdeutsche Grenze. Außerdem waren beide Länder vom Kalten Krieg betroffen.

## Deutsche Wiedervereinigung
Österreich spielte eine wichtige Rolle für DDR-Bürger, die von Ungarn aus in die Bundesrepublik Deutschland gelangen wollten. Zum einen bot das von Österreichern mitorganisierte „Paneuropäische Picknick“ 1989 bei Sopron die erste Fluchtmöglichkeit. Zum anderen stellte Österreich den Flüchtenden Sonderzüge der ÖBB zur Verfügung, um westdeutsches Gebiet erreichen zu können. Obwohl ein stets freundschaftliches Verhältnis zur DDR bestanden hatte, nahm das offizielle Österreich trotz seiner Neutralität letzten Endes eine positive Haltung zur Deutschen Wiedervereinigung ein, die am 3. Oktober 1990 vollzogen wurde.

## Deutschland und die „EU-Sanktionen“
Nach langen Sondierungsgesprächen zeichnete sich etwa drei Monate nach der Nationalratswahl am 3. Oktober 1999 eine Koalition zwischen der bürgerlichen ÖVP und der rechtspopulistischen FPÖ von Jörg Haider ab. Drohungen seitens der damaligen 14 Partnerstaaten Österreichs in der EU, so eine Koalition nicht kommentarlos hinzunehmen, beschleunigten die Verhandlungen zwischen „Schwarz“ und „Blau“.
Die teilweise unsachlich geführte Debatte darüber innerhalb der EU einerseits, Verbalinjurien Jörg Haiders gegenüber belgischen, französischen und deutschen Politikern andrerseits, führten zu bis dato einmaligen bilateralen Maßnahmen der damaligen „EU 14“ gegenüber einem Partnerland.
Es war der Versuch eine demokratisch legitimierte Regierung durch diplomatische „Schikanen“ quasi zum Aufgeben zu zwingen. Besonders „engagiert“ traten dabei Deutschlands Bundeskanzler Gerhard Schröder und Vizekanzler Joschka Fischer in Erscheinung. Eine Annäherung zwischen Schröder und seinem österreichischen Pendant Wolfgang Schüssel geschah erst nach intensiven Vermittlungsbemühungen des damaligen Präsidenten der BDA, Dieter Hundt. Letztendlich wurden die Maßnahmen der EU-14 nach dem Bericht der sog. „Drei Weisen“ über die politische Situation in Österreich im September 2000 wieder aufgehoben, wobei das bilaterale Verhältnis bis zum Ende der Rot-Grünen Koalition in Deutschland angespannt blieb.

## Partner in Europa
Der Beitritt Österreichs zur Europäischen Union 1995 hat eine qualitative Änderung des bilateralen Beziehungsgefüges und die Europäisierung des Verhältnisses mit sich gebracht. Deutschland und Österreich teilen im europäischen Integrationsprozess diverse gemeinsame Interessen.
210.000 Auslandsösterreicher leben in Deutschland, 213.000 Personen deutscher Herkunft in Österreich (Stand: 2012). Für Österreich ist Deutschland der wichtigste Handelspartner: Etwa 40 Prozent der österreichischen Importe kommen aus Deutschland und ungefähr ein Drittel der österreichischen Ausfuhren geht nach Deutschland. Mehr als 43 Prozent aller ausländischen Direktinvestitionen in Österreich kommen aus dem nördlichen Nachbarland, das gleichzeitig das wichtigste Zielland österreichischer Direktinvestitionen im Ausland ist. Deutsche Unternehmen sind an einer Reihe von wichtigen Unternehmen in Österreich, wie Banken, Medienunternehmen oder Supermarktketten beteiligt und umgekehrt. Von besonderer Bedeutung für die österreichische Wirtschaft ist auch der hohe Anteil deutscher Touristen am österreichischen Fremdenverkehr: Etwa 40 Prozent der Nächtigungen in österreichischen Tourismusbetrieben entfällt auf deutsche Gäste.
Gleichzeitig ist Österreich mittlerweile der sechstwichtigste Handelspartner Deutschlands und der wichtigste des Freistaates Bayern. Zudem sichert unter anderem auch Österreich nach der  Energiewende die Abdeckung des deutschen Energiebedarfs im Winter mit rund 1000 Megawatt Kapazität (2012) ab.
Eng ist das Verhältnis im kulturellen und wissenschaftlichen Bereich: Zahlreiche Kulturschaffende und Wissenschaftler aus Österreich arbeiten permanent oder vorübergehend in Deutschland und umgekehrt.
Viele österreichische Autoren publizieren in deutschen Verlagen, zahlreiche österreichische Journalisten sind bei deutschen Medien tätig und umgekehrt. Nicht zuletzt führt auch die enge Verflechtung des österreichischen Medienmarktes mit deutschen Verlagen und die Möglichkeit, zahlreiche deutsche Fernsehkanäle im österreichischen Kabelfernsehen zu empfangen, dazu, dass die öffentliche Diskussion politischer oder sozialer Themen sehr oft in beiden Ländern parallel abläuft.
Mittlerweile spielen jedoch auch österreichische Film- und Fernsehproduktionen sowie österreichische Kulturexporte im Allgemeinen in Deutschland zunehmend eine Rolle.
Die Staatsoberhäupter beider Länder nehmen seit 2004 an den alljährlichen Treffen der deutschsprachigen Länder teil.

## Konflikte

### Wiederaufarbeitungsanlage Wackersdorf
Von 1986 bis 1989 waren die Beziehungen durch die atomare Wiederaufarbeitungsanlage Wackersdorf getrübt, nachdem die bayerische Staatsregierung unter Ministerpräsident Franz Josef Strauß die Einreise für österreichische WAA-Gegner verweigerte. Die britische Sunday Times fragte damals, ob das nur „eine komische Oper“ sei oder sich Bayern im Krieg („Bavaria at war“) befinde.

### PKW-Maut
Pläne des Bundesverkehrsministeriums, eine flächendeckende PKW-Maut in Deutschland einzuführen, führten zu intensiven Debatten. Diese Maut würde insbesondere österreichische Fahrzeuglenker in großer Anzahl treffen, weswegen sie letztlich von Österreich und den Niederlanden vor dem Europäischen Gerichtshof beeinsprucht wurde. Am 18. Juni 2019 kippte der EUGH die nun als Infrastrukturabgabe bezeichnete PKW-Maut.

### Hypo Alpe Adria
Am 22. Mai 2007 übernahm die Bayerische Landesbank 50 % plus einer Aktie von der Hypo Group Alpe Adria. Die BayernLB bezahlte dafür dem Land Kärnten über 1,6 Milliarden Euro.
Von 2007 bis zur Verstaatlichung durch die Republik Österreich 2009 verlor der Freistaat Bayern nach eigenen Angaben 3,7 Milliarden Euro Steuergeld durch die Hypo. Weitere 3,1 Milliarden Euro waren, wie im Verstaatlichungsvertrag festgehalten, Darlehen, die in mehreren Tranchen zwischen März 2008 und Juni 2009 an die notleidende Tochter ausgeschüttet wurden. Bis Dezember 2012 hatte die Hypo diese umstrittenen Kreditrückzahlungen samt Zinslast bedient – aufgrund eines Gutachtens wurden die Zahlungen schließlich eingestellt. Via Brief informierte die Bank die Münchner Regierung, dass die Hypo bzw. die Republik Österreich als neue Eigentümerin doch von Eigenkapital ausgehen, das die Bayernmutter in die Hypo pumpte. Sie erklärte die geflossenen Gelder als „eigenkapitalersetzend“ und berief sich darauf, dass die 3,1 Milliarden in Zeiten der Krise geflossen seien. Damit wären sie nicht zurückzuzahlen. Die BayernLB reagierte auf den Zahlungsstopp mit einer Klage beim Handelsgericht München, in welcher 2,3 Milliarden samt Zinsbelastung gefordert wurden.
Die Republik Österreich bzw. der seit 2014 amtierende Finanzminister Hans Jörg Schelling stoppte zudem im März 2015 Zahlungen für die Hypo Auffanggesellschaft „HETA“ und stellten einen Schuldenschnitt für die Gläubiger der Hypo in den Raum. Gegenüber dem Freistaat wurde zudem der Gerichtsweg beschritten, da Österreich die Meinung vertrat die Verstaatlichung nur aufgrund von Fehlinformationen der Bayern durchgeführt zu haben. Bayerns Finanzminister Markus Söder und Bundesfinanzminister Wolfgang Schäuble kündigten wiederum ihrerseits Klagen gegen Österreich an. Am 7. Juli 2015 einigten sich Österreich und Bayern auf einen außergerichtlichen Vergleich, bei welchem die Republik nach abgeschlossenem Rechtsprozedere 1,23 Milliarden Euro als Akonto-Zahlung an die Bayern überweisen wird.

### Flüchtlingskrise
In der Flüchtlingskrise in Europa 2015/2016 entschied die deutsche Bundeskanzlerin Angela Merkel am 4. September 2015, in Absprache mit den Regierungschefs von Österreich und Ungarn den an der österreichisch-ungarischen Grenze und in Budapest festsitzenden Flüchtlingen vor allem aus Syrien und Afghanistan die Einreise nach Deutschland ohne Registrierung durch Ungarn und damit entgegen dem Dublin-Abkommen zu gestatten. Als aufgrund dieser Entscheidung die Flüchtlingsanzahl in Zentraleuropa merklich zunahm, wurde auf Initiative Österreichs die „Balkanroute“ für Flüchtlinge gesperrt. Dieser Schritt wurde von Merkel und Teilen der deutschen Bundesregierung kritisiert, fand jedoch auch Unterstützung innerhalb der CSU.